# Liuba Kirova
Liuba Kirova (* 9. Januar 1943 in Sofia, heimatberechtigt in Basel) ist eine bulgarisch-schweizerische Malerin, Lithografin und Galeristin.

## Leben und Werk
Liuba Kirova studierte an der Akademie der bildenden Künste in Sofia. Anschliessend lebte sie in Paris, München und Mailand. Ihre Werke stellte sie in Einzel- und Gruppenausstellungen aus.
Zusammen mit ihrem Mann Peter Fürst gründete sie 1977 in Boécourt die erste Galerie im Kanton Jura. Die erste Ausstellung in der Galerie «Au Virage» fand am 9. Dezember 1977 statt. Seither stellten über 180 Kunstschaffende in über 200 Ausstellungen ihre Werke aus.
Liuba Kirova erhielt 1983 den Prix de la Fondation Joseph et Nicole Lachat. 1994 schuf sie ein 200 Quadratmeter grosses Wandbild für das Pacifico Yokohama. Zudem schuf sie 1996 Wandbilder auf drei Stockwerken in der Primarschule von Courtételle.
2002 erhielt sie als erste Frau den Prix des arts, des lettres et des sciences du canton du Jura. Die Zeitschrift L'Hebdo hat sie zudem 2011 zu einer der 100 Persönlichkeiten der Westschweiz gewählt. 
Liuba Kirova ist die Mutter der Künstlerin Théodora Quiriconi (* 1971).